# Паунал (Мен)
Паунал (англ. Pownal) — місто (англ. town) в США, в окрузі Камберленд штату Мен. Населення — 1566 осіб (2020).

## Демографія
Згідно з переписом 2010 року, у місті мешкали 1474 особи в 590 домогосподарствах у складі 422 родин. Було 613 помешкання
Расовий склад населення:
| - 97,7 % — білих - 0,4 % — азіатів - 0,1 % — вихідців з тихоокеанських островів - 0,1 % — корінних американців - 0,1 % — чорних або афроамериканців |

До двох чи більше рас належало 1,4 %. Частка іспаномовних становила 0,7 % від усіх жителів.
За віковим діапазоном населення розподілялося таким чином: 21,5 % — особи молодші 18 років, 65,3 % — особи у віці 18—64 років, 13,2 % — особи у віці 65 років та старші. Медіана віку мешканця становила 44,6 року. На 100 осіб жіночої статі у місті припадало 92,9 чоловіків;  на 100 жінок у віці від 18 років та старших — 93,5 чоловіків також старших 18 років.
Середній дохід на одне домашнє господарство  становив 94 602 долари США (медіана — 84 000), а середній дохід на одну сім'ю — 99 644 долари (медіана — 88 942). Медіана доходів становила 50 772 долари для чоловіків та 46 607 доларів для жінок. За межею бідності перебувало 4,9 % осіб, у тому числі 4,4 % дітей у віці до 18 років та 4,7 % осіб у віці 65 років та старших.
Цивільне працевлаштоване населення становило 966 осіб. Основні галузі зайнятості: освіта, охорона здоров'я та соціальна допомога — 24,5 %, роздрібна торгівля — 18,0 %, виробництво — 15,0 %.